# Arenaria bisulca
Arenaria bisulca là loài thực vật có hoa thuộc họ Cẩm chướng. Loài này được (Bartl.) Fenzl ex Rohrb. mô tả khoa học đầu tiên năm 1872.